# Język czeski a język słowacki
Języki czeski i słowacki są blisko spokrewnionymi ze sobą i wzajemnie zrozumiałymi językami zachodniosłowiańskimi. Ich rozgraniczenie jest kwestią wyraźnie socjolingwistyczną – o wiele bardziej zróżnicowane dialekty niemieckie (por. język dolnoniemiecki) czy dwa standardy norweskie (zob. dialekty języka norweskiego) są z woli użytkowników uznawane za warianty tego samego języka.
Czeski i słowacki wraz z językiem polskim tworzą kontinuum dialektalne, w którym nie jest możliwe wyznaczenie ścisłych granic międzyjęzykowych na gruncie czysto lingwistycznym. Odrębność czeskiego i słowackiego (standardów oraz gwar lokalnych) wynika z procesu elaboracji (Ausbau), a więc z czynników pozajęzykowych (społecznych, politycznych i kulturowych). Kluczowe znaczenie dla takiego statusu czeskiego i słowackiego ma istnienie odrębnych tradycji piśmienniczych, niezależnych opracowań językowych oraz samodzielnych języków standardowych, które obsługują wszelkie domeny komunikacyjne na terenie dwóch różnych państw.

## Rys historyczny
Od zawsze większy prestiż i zasięg miał język czeski. Piśmiennictwo w nim rozwijało się od XIII wieku, podczas gdy mowa słowacka przez wieki była jedynie zespołem gwar ludowych. Językiem literackim dla Słowaków była tzw. słowacyzowana czeszczyzna – czeski wzbogacony o słowacyzmy – słowackie elementy leksykalne i gramatyczne. Właśnie w niej została spisana część Księgi Żylińskiej, najstarszego zabytku piśmiennictwa słowackiego (1451). W dobie słowackiego odrodzenia narodowego pojawiły się dwie koncepcje: przyjęcie języka czeskiego jako literackiego lub stworzenie na bazie gwar słowackich osobnego standardu. Ostatecznie zwyciężyła ta druga opcja; w 1846 Ľudovít Štúr opublikował prace Nárečja slovenskuo alebo potreba písaňja v tomto nárečí oraz Nauka reči Slovenskej, kodyfikując mowę słowacką. Mimo to poza środowiskami słowackich narodowców jej odrębność nie była powszechnie uznawana – w austro-węgierskich spisach ludności figurował język czeski-morawski-słowacki (niem. böhmisch-mährisch-slowakisch), a w czasopiśmie bohemistycznym „Naše řeč” jeszcze w drugiej dekadzie XX wieku pisano o słowackim jako wschodniej gałęzi naszego [czeskiego] języka. W międzywojennej Czechosłowacji czeski i słowacki uważano za dwa warianty literackie jednego języka czechosłowackiego; pogląd ten wywodził się z idei czechosłowakizmu i został zarzucony po II wojnie światowej.
Bliskie pokrewieństwo obu języków i życie ich użytkowników przez 70 lat w jednym państwie doprowadziło do powszechnej dwujęzyczności (przynajmniej biernej). Kiedy Czech rozmawia ze Słowakiem, każdy używa swojego języka i rozumieją się bez większych problemów. Rzadko praktykuje się czesko-słowackie tłumaczenia. Czeskie prawo zezwala używać języka słowackiego bez tłumacza w urzędach i sądach, słowackie dokumenty są w Czechach akceptowane w oryginale itd. Słowacki ma więc de facto status równoprawny z urzędowym czeskim. Mimo to młodsze pokolenie czeskie, wychowane już po podziale Czechosłowacji i niemające częstego kontaktu z językiem słowackim, ma coraz większe problemy z jego zrozumieniem. Kompatybilność pomiędzy czeskim a słowackim zależy od dialektów i jest szacowana na poziomie 70–95% i stale spada, ze względu na fakt, iż Czesi nie są zainteresowani nauką języka słowackiego.
Odwrotna sytuacja jest na Słowacji. Powszechnie dostępne są tam książki czeskojęzyczne, wiele zagranicznych filmów emituje się z czeskim dubbingiem czy napisami (twórcy tłumaczą, że nie opłaca się tworzyć słowackich, skoro każdy rozumie czeskie), a liczne gry komputerowe mają wyłącznie czeską ścieżkę dźwiękową i menu. Upowszechniają się, zwłaszcza wśród młodego pokolenia, bohemizmy i kalki językowe o podłożu czeskim. W słowackiej edycji Wikipedii powstał spis tego typu form pojawiających się przy tłumaczeniu artykułów z lepiej rozwiniętej edycji czeskiej. Język czeski ma na Słowacji, podobnie jak słowacki w Czechach, status de facto równoprawny z urzędowym.
Ponadto język słowacki bywa nazywany słowiańskim esperanto, ponieważ jest całkiem dobrze rozumiany przez innych Słowian.

## Fonetyka i fonologia
Język słowacki ma w porównaniu do czeskiego bardziej złożony i bardziej archaiczny system głoskowy. Różnice w tej dziedzinie wynikają głównie z tego, że w słowackim nie miały miejsca określone zmiany typowe dla współczesnej czeszczyzny.
Słowacki ma następujące fonemy nie występujące w czeskim:
- /ʎ/, miękkie <ľ>, pierwotnie palatalizowane (miękkie) /lʲ/, w czeskim (i niektórych słowackich dialektach) zlało się z /l/ (słow. kľúč, czes. klíč, pol. klucz);
- /r̩ː/, /l̩ː/, długie zgłoskotwórcze <ŕ, ĺ>, w czeskim iloczas zanikł, ewentualnie /l̩ː/ zmieniło się w /luː/, a później na /loʊ̯/ (słow. hĺbka, kŕčok; czes. hloubka, krček; pol. głębia, szyjka);
- /d͡z/, w czeskim zanikło, odpowiada mu /z/ (słow. medzi, czes. mezi, pol. między);
- /æ/, zapisywane <ä>, w czeskim często mu odpowiada /jɛ/, zapisywane <ě> (słow. päť, czes. pět, pol. pięć)
- dyftongi /i̯a/, /i̯ɛ/, /i̯u/, zapisywane <ia, ie, iu> (słow. piaty, biely; czes. pátý, bílý; pol. piąty, biały);
- dyftong /u̯o/, zapisywany <ô>, rozwinął się z pierwotnego długiego /oː/, w czeskim przeszedł w /uː/, zapisywane jako <ů> (słow. kôň, czes. kůň, pol. koń).

Z kolei czeski ma następujące fonemy nieznane w słowackim:
- /r̝/, zapisywane jako <ř>, rozwinęło się poprzez asybilację z miękkiego, palatalizowanego /rʲ/, w słowackim mu odpowiada /r/ (słow. rybár, pri; czes. rybář, při; pol. rybak, przy);
- dyftong /oʊ̯/, zapisywany <ou>, powstały z pierwotnego długiego /uː/ (nigdy nie na początku słowa), w obu językach zapisywanego jako <ú> (słow. múka, czes. mouka, pol. mąka); w słowackim pojawia się tylko w końcówce narzędnika liczby pojedynczej rodzaju żeńskiego (ženou) i jest traktowane jako połączenie dwóch fonemów /o/ + /ʊ/.

Pozostałe różnice w wymowie:
- /v/ jest po słowacku na końcu sylab zamkniętych (w kodzie) wymawiane jako niezgłoskotwórcze [ʊ̯] (słow. krv [kr̩ʊ̯], spev [spɛʊ̯], pravda [praʊ̯da] – czes. krev [krɛf], zpěv [spjɛf], pravda [pravda]);
- w słowackim często dochodzi do udźwięcznienia przed spółgłoskami półotwartymi, w czeskim zwykle nie (słow. sme [zmɛ], czes. jsme [smɛ], pol. jesteśmy);
- w słowackim obowiązuje tzw. zasada rytmiczna, według której nie mogą następować po sobie dwie długie sylaby (za długie sylaby uważa się z tego punktu widzenia sylaby z długą samogłoską, dyftongiem lub długim <ŕ, ĺ>); dochodzi wówczas do skracania samogłosek w drugiej sylabie – tam, gdzie według zasad gramatycznych powinna być samogłoska długa; w czeskim takiego ograniczenia nie ma (słow. krásny, biely; czes. krásný, bílý; pol. piękny, biały).

## Morfologia
W zakresie morfologii język słowacki jest pod wieloma względami prostszy od czeskiego, który cechuje się bardziej skomplikowaną gramatyką. Wynika to m.in. z faktu, że słowacki standard literacki był kodyfikowany o wiele później niż czeski, który zachował elementy archaiczne.
Główne różnice w zakresie morfologii:
- przy koniugacji występuje w słowackim silna tendencja do analogii między wzorami:
  - końcowki -ám i -ách w celowniku i miejscowniku liczby mnogiej w rodzaju nijakim według rodzaju żeńskiego (słow. mestám, mestách; czes. městům, městech; pol. miastom, miastach),
  - jednolite zakończenie -och w miejscowniku liczby mnogiej w rodzaju męskim (w czeskim -ech, -ách, -ích),
  - wspólna końcówka -(a)mi w narzędniku liczby mnogiej wszystkich rodzajów (w czeskim tylko w rodzaju żeńskim; słow. pánmi, ženami, mestami; czes. pány, ženami, městy; pol. panami, żonami, miastami),
  - męskie zakończenie narzędnika rzeczowników męskożywotnych typu hrdina (słow. hrdinom, czes. hrdinou, pol bohaterem) i wyrównanie dopełniacza z biernikem w tymże typie (słow. hrdinu, czes. hrdiny, pol. bohatera);
- czeski zachował wołacz, który w słowackim (z paroma wyjątkami) zanikł; przy zwracaniu się do kogoś jest używany mianownik (słow. pán profesor!, czes. pane profesore!, pol. panie profesorze!);
- w języku słowackim w rzeczownikach męskożywotnych biernik jest taki sam jak dopełniacz w obu liczbach, podczas gdy w czeskim tylko w liczbie pojedynczej (słow. bez žiakov – vidím žiakov, czes. bez žáků – vidím žáky, pol. bez uczniów – widzę uczniów);
- w języku słowackim występuje e i o ruchome, w czeskim (i polskim) – jedynie e (słow. Majster Pavol – Majstra Pavla, czes. Mistr Pavel – Mistra Pavla, pol. Mistrz Paweł – Mistrza Pawła);  wyjątkiem są np. nazwy słowackich miast: Kieżmark i Rużomberk, których odmiana czeska uwzględnia o ruchome (czes. i słow. Kežmarok, Ružomberok – v Kežmarku, v Ružomberku);
- w słowackim są mniejsze różnice między tzw. miękkimi i twardymi wzorami rzeczowników; większe ich oddalenie w czeskim wynika z historycznych zmian miękkich samogłosek ’a > ě, ’u > i, ’ú > í, które w słowackim nie miały miejsca;
- słowacki ma tendencję do zachowywania w odmianie końcówki rdzenia, usuwając efekty tzw. drugiej palatalizacji prasłowiańskiej, podczas gdy w czeskim dochodzi do oboczności (ruka – słow. v ruke, czes. v ruce, pol. ręka – w ręce; tajga – słow. tajge, czes. tajze, pol. tajdze);
- w dopełniaczu liczby mnogiej w słowackim dochodzi zazwyczaj do wydłużenia lub dyftongizacji samogłoski rdzeniowej (vrana – vrán, ruka – rúk, hora – hôr), w czeskim natomiast często spotyka się ich skracanie (rána – ran, kráva – krav, moucha – much);
- w słowackim wszystkie czasowniki mają w 1 os. liczby pojedynczej jednolite zakończenie -m, w czeskim jest ono różne w zależności od kategorii (słow. chcem, píšem, viem; czes. chci, píšu, vím; pol. chcę, piszę, wiem);
- Imiesłów przymiotnikowy przeszły czynny ma w słowackim jednolite zakończenie liczby mnogiej -li we wszystkich rodzajach, po czesku zaś rozróżnia się (-li, -ly, -la);
- w języku słowackim przy zwracaniu się per wy (tzw. wykaniu) do jednej osoby orzeczenie przechodzi do 2. osoby liczby mnogiej, zaś w języku czeskim w czasie przeszłym oraz w trybie przypuszczającym imiesłów przymiotnikowy przeszły czynny pozostaje w liczbie pojedynczej, zaś posiłkowy czasownik být przechodzi do 2. osoby liczby mnogiej  (np. słow. boli ste doma, czes. byla jste doma, pol. „była Pani w domu”). Jednak orzecznik pozostaje w takim wypadku zarówno w języku słowackim, jak i w czeskim w liczbie pojedynczej (np. słow. boli ste mladá, boli ste prijatá; czes. byla jste mladá, byla jste přijata; pol. „była Pani młoda”, „została/była Pani przyjęta”).

## Pisownia
Oba języki używają alfabetu łacińskiego z dodatkowymi znakami diakrytycznymi.
Litery słowackie nie występujące w języku czeskim to:
- ä /æ/
- ô /u̯o/
- dwuznaki dz /d͡z/ i dž /d͡ʒ/, traktowane jako samodzielne litery
- ľ /ʎ/
- ŕ, ĺ /r̩ː/, /l̩ː/

Czeski posiada natomiast:
- ě, zmiękczające uprzednią spółgłoskę, jest historyczną pozostałością zanikłego fonemu /ʲɛ/
- ů, pierwotnie wykorzystywane do zapisu dyftongu /u̯o/ (w słowackim <ô>), dziś wymawiane /uː/
- ř /r̝/

Pozostałe różnice:
- Inaczej są zapisywane sylaby /ɟɛ/,/cɛ/,/ɲɛ/: w czeskim zawsze <dě, tě, ně>, w słowackim <de, te, ne>, przy czym w niektórych przypadkach ich wymowa się nie zmiękcza (np. ten, jeden, teraz, krásneho).
- Zakończeniu -dí/-di, -tí/-ti, -ní/-ni w liczbie mnogiej przymiotników rodzaju męskożywotnego wymawiane są po słowacku twardo (mladí: słow. [mladiː], czes. [mlaɟiː]).
- R w czeskim jest ortograficznie twarde, w słowach rodzimych może po nim występować tylko twarde y/ý (ryba), w słowackich dopuszczalne jest również miękkie i/í, zwłaszcza tam, gdzie odpowiada mu czeskie połączenie <ři> (słow. tri, czes. tři, pol. trzy).
- Pisownia przedrostków s-/se- (słow. so-) i z-/ze- (słow. zo-) w czeskim zależy od zasad gramatycznych, natomiast w słowackim od wymowy (czes. zpěv, sbírat, seznam; słow. spev, zbierať, zoznam; pol. śpiew, zbierać, spis).

## Granica między czeskim a słowackim
Odrębność języka czeskiego i słowackiego wynika z kwestii socjolingwistycznych, dlatego też wyznaczenie dokładnej granicy między nimi jest bardzo trudne. Tworzą kontinuum dialektalne i gwary pogranicza mogą być zaliczane zarówno do gwar czeskich, jak i słowackich. Nie muszą też się do nich odnosić zasady opisane w tym artykule, gdyż dotyczy on narodowych dialektów standardowych, form objętych kodyfikacją i pełniących funkcję języków literackich.
Tradycyjnie podział poszczególnych gwar na czeskie i słowackie jest tożsamy z podziałem narodowościowym i politycznym ich użytkowników. Powszechnie uznaną linią graniczną jest granica polityczna między Czechami a Słowacją, pokrywająca się z historyczną granicą morawsko-węgierską.
Najwyraźniejsze lingwistyczne rozgraniczenie obu języków tworzy izoglosa praczeskiej zmiany dz’ → z’ i staroczeskiej asybilacji r’ → ř, czyli granica występowania słowackiego /dz/ z jednej strony i czeskiego /ř/ z drugiej. Zgodnie z tą zasadą niektórzy autorzy (Československá vlastivěda, 1934) zaliczali gwary wschodniomorawskie (Słowacko) do dialektów słowackich.